# Ove Franz
Ove Franz (* 6. März 1936 in Hamburg; † 12. Mai 2015) war ein deutscher Politiker (CDU), Mitglied der Hamburgischen Bürgerschaft, zunächst persönlich haftender Gesellschafter und später Vorstand des Bankhauses Wölbern & Co.

## Leben

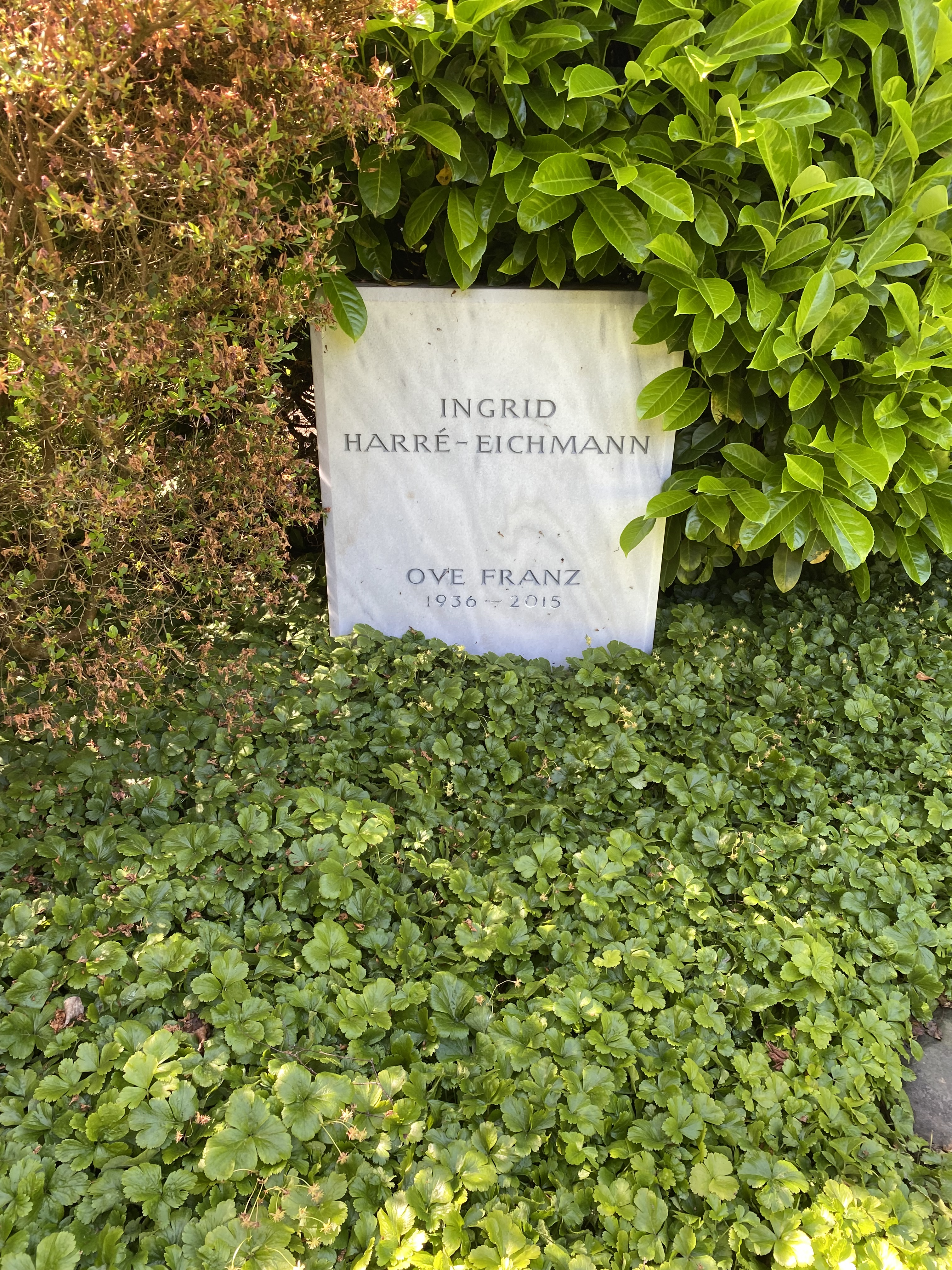
Grabstätte auf dem Nienstedtener Friedhof

Franz wuchs in Blankenese auf. Nach dem Abitur am dortigen Gymnasium absolvierte er an der Universität Hamburg ein Studium der Betriebswirtschaft, das er mit der Prüfung zum Diplom-Kaufmann beendete. Im Alter von 23 Jahren wurde er von der Blankeneser Aktionärsvereinigung Preussag-Aktionären e. V. als AR-Kandidat der 1959 privatisierten Preussag vorgeschlagen.
Ins Bankhaus Wölbern & Co. trat Franz 1962 ein und leitete von 1974 bis 1998 das Unternehmen als persönlich haftender Gesellschafter und im Anschluss als Vorstand. Sein Engagement galt insbesondere der Entwicklung geschlossener Publikums-Fonds bis hin zur Marktführung sowie der Optimierung der Interessen-Wahrung der in diesem Kapitalmarktsektor investierenden Privatanleger über eine Vielzahl von Aufsichtsratsmandaten. 
Franz war von 1995 bis 2011 Präsident des 1965 gegründeten Hafen-Klub Hamburg e. V., einer Vereinigung mit über 700 Mitgliedern aus den Führungsetagen der Hamburger Wirtschaft.

## Politik
Franz trat 1956 in die CDU ein und war stellvertretender Landesvorsitzender der Jungen Union Hamburgs. 1961 wurde er über Listenplatz 32 mit 25 Jahren in die Hamburgische Bürgerschaft gewählt, ein Mandat, welches er bis 1993 als CDU-Abgeordneter führte. Dort fungierte er als finanz- wie auch wirtschaftspolitischer Sprecher der Fraktion. Gleichzeitig war er Führungsmitglied der CDU Hamburg als Landesschatzmeister (1964–1980) und deren stellvertretender Landesvorsitzender bis 1991.

## Privates
Ove Franz war verheiratet mit Ursula Franz und hatte drei Söhne. Er wurde auf dem Nienstedtener Friedhof beigesetzt.